# یوسف العیسی
یوسف العیسی (زاده: ۱۸۷۰ – درگذشته: ۱۹۴۸) روزنامه‌نگار و مترجم فلسطینی، در شهر یافا به دنیا آمده‌است، وی در صدور چند روزنامه از جمله روزنامه فلسطینی نقش داشت که همراه با پسر عمویش عیسی العیسی در سال ۱۹۱۱ تأسیس کردند، این روزنامه قدیمی‌ترین و طولانی‌ترین روزنامه فلسطینی بود و تا سال ۱۹۶۷ فعالیت می‌کرد. وی در سال ۱۹۱۸ به شهر دمشق در سوریه منتقل شد و در آنجا روزنامه الف باء تأسیس کرد و در سال ۱۹۴۸ در گذشت و در دمشق دفن شد.

## فعالیت‌ها
در مدرسه ارتورکسیه در لبنان درس خواند و در فعالیت‌های مختلف عربی از طریق روزنامه‌نگاری شرکت داشت. در جنگ جهانی اول دستگیر و در دمشق زندانی شد و تا پایان جنگ و فروپاشی حکومت عثمانی در زندان بود بعد از آزادی از زندان در سال۱۹۲۰ روزنامه الف باء را تأسیس کرد که بعد از مرگش پسرش خالد این روزنامه را اداره می‌کرد و تا سال ۱۹۵۸ که وحدت سوریه اعلام شد این روزنامه فعالیت می‌کرد. این روزنامه ۴۰ سال منتشر می‌شد. وی برای مدتی در روزنامه فلسطین نیز فعالیت کرد و بر انتشار آن نظارت داشت و مقاله‌هایی می‌نوشت که بسیار شهرت داشت.